# Lektionen in Demut
Lektionen in Demut ist das zweite Soloalbum des Rappers Thomas D. Produzenten waren sein Bandkollege And.Ypsilon und Ralf Goldkind. Singleauskopplungen waren Uns trennt das Leben und Gebet an den Planet.

## Trackliste
1. Prolog
2. König der Narren
3. Auf dem Planeten des ewigen Regens
4. Seelenlos
5. Lektionen in Demut
6. Avatar iso Superstar
7. Die Speicherstadt
8. Uns trennt das Leben
9. Wo ist dein Paradies
10. Ich bin der Sturm
11. Denk jetzt nicht
12. Gebet an den Planet
13. Bist du glücklich[1]

## Entstehung
Nachdem Die Fantastischen Vier 1999 das Album 4:99 herausgebracht hatten, wandten sich die Bandmitglieder erneut Soloprojekten zu. Ein Jahr später veröffentlichte Thomas D. seine Solosingle Liebesbrief, jedoch ohne zugehöriges Album. Für sein zweites Album Lektionen in Demut erfand er die Kunstfigur Reflektor Falke, aus deren Perspektive die Texte verfasst wurden.

## Stil
Lektionen in Demut ist kein typisches Hip-Hop-Album. Die Beats sind sehr stark vom Ambient beeinflusst. Anders als auf dem ersten Soloalbum, das noch überwiegend lockere Texte beinhaltete, werden tiefgründige und sozialkritische Themen angesprochen. Ebenso verzichtete Thomas D. komplett auf Gastbeiträge anderer Rapper und Sänger, was für das Genre ebenfalls unüblich ist. Zu weiten Teilen hat das Album dabei einen regelrechten „Hörspielcharakter“. So enthält es als erstes Stück einen Prolog, im Booklet selbst bildet jeder Liedtext ein Kapitel. In den Texten wird der Lebensstil der Menschheit angegriffen, wobei „Reflektor Falke“ als deren schlechtes Gewissen auftritt und sich stets einer sehr poetischen Sprache bedient. In Gebet an den Planet wird zudem der Umgang der Menschen mit Tieren und der Natur angeprangert.

## Rezeption
Lektionen in Demut erhielt überwiegend gute Kritiken. laut.de lobte vor allem das Konzept des Albums und vergab vier von fünf Punkten. „[…] 2001 präsentiert sich Thomas D sperrig, düster, apokalyptisch und alles andere als massentauglich. Schon allein dafür gebührt dem Stuttgarter eine Menge Respekt.“ so das Fazit. Einziger Kritikpunkt sei die geringe musikalische Abwechslung.

## Neuauflage
Am 15. April 2011 erschien eine Neuauflage des Albums diesmal mit der Bezeichnung "Lektionen in Demut 11.0". Die Texte des Albums entsprechen exakt der Ursprungsversion, sind allerdings musikalisch neu untermalt worden. Zusätzlich wurden noch die Zwischentexte vertont, die in der ersten Version in textlicher Form dem Booklet beigelegt wurden.